# Christian VIII (linjeskib)
Christian VIII var et linjeskib i den danske flåde, der blev søsat 22. maj 1840 og indsat i tjeneste 11. maj 1841. Christian 8. lagde navn til skibet. Det blev sænket 5. april 1849 i Slaget i Egernførde Fjord.
I forbindelse med treårskrigen beordredes Christian VIII, sammen med fregatten Gefion og to mindre dampskibe til at angribe de Slesvig-Holstenske kystbatterier i Egernførde Fjord. Trods de danske skibes overlegenhed i antal kanoner, 146 kanoner mod Slesvig-Holstens kun 16 kanoner, gjorde ugunstige vindforhold at de danske skibe endte med at tabe.

## Galleri
- Illustration af øjeblikket hvor Christian VIII eksploderer
- Medalje lavet af kobber fra Christian VIII
- Medalje lavet af kobber fra Christian VIII
- Model af Christian VIII i Museum Eckernförde (de)
- Christian VIIIs Varpanker (de) er opsat på Sankt Nikolaj Kirke i Egernførde